# Stelletta sandalinum
Stelletta sandalinum är en svampdjursart som beskrevs av Brøndsted 1924. Stelletta sandalinum ingår i släktet Stelletta och familjen Ancorinidae. Inga underarter finns listade i Catalogue of Life.